# NGC 7129
NGC 7129 (другие обозначения — OCL 240, LBN 497) — рассеянное скопление с отражательной туманностью, расположенное в созвездии Цефея.
Название «Валентинова роза» NGC 7129 получила за необычайное сходство с цветком. Красный — нагретый газ, зелёный — монооксид углерода.
Внутри богатого пылью и газом скопления NGC 7129 наблюдается активное звездообразование. Несмотря на относительно небольшой размер, примерно 10 световых лет, в его составе порядка 130 ярких молодых звёзд, возраст которых около миллиона лет.
Этот объект входит в число перечисленных в оригинальной редакции «Нового общего каталога».

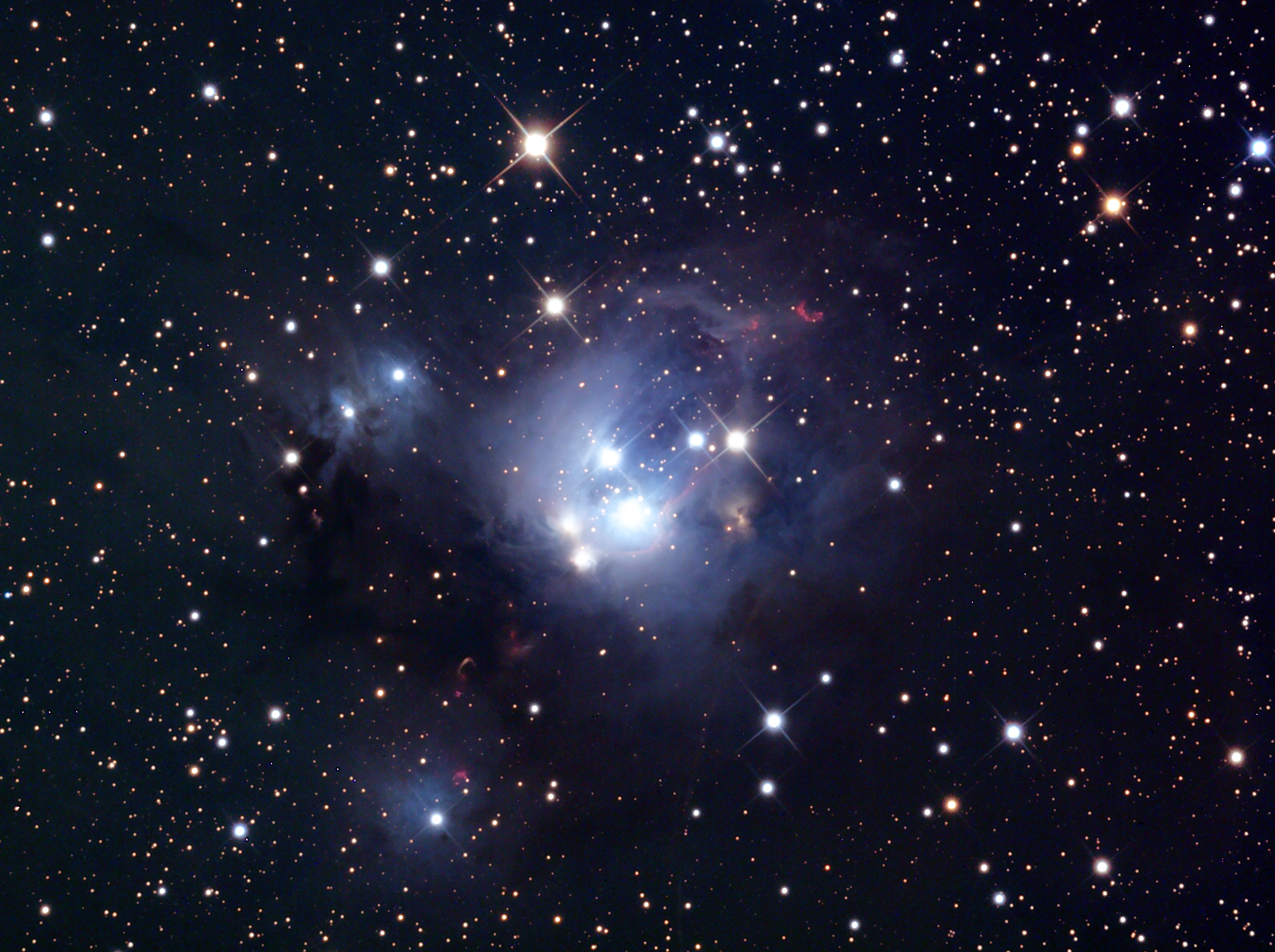
Изображение NGC 7129, полученное с помощью 24-дюймового телескопа